# 新山高等法院
新山高等法院位于马来西亚柔佛州新山市，为柔佛州最高法院。